# النقوب (المضاربة والعارة)

تعديل مصدري - تعديل

النقوب هي إحدى قرى عزلة المضاربة بمديرية المضاربة والعارة التابعة لمحافظة لحج، بلغ تعداد سكانها 83 نسمة حسب تعداد اليمن لعام 2004.